# Скидмор, Элиза
Элиза Скидмор (англ. Eliza Ruhamah Scidmore; /ˈsɪdmɔːr/; 14 октября 1856, Клинтон, Айова — 3 ноября 1928, Женева) — американская писательница, фотограф и географ, которая стала первой женщиной-членом Национального географического общества. Она неоднократно путешествовала по Японии в период между 1885 и 1928.
Элиза Скидмор родилась 14 октября 1856 года в Клинтоне, Айова. Она училась в колледже Оберлин. Воспитать интерес к путешествиям ей помог брат-дипломат Джордж Хоторн Скидмор, который служил на Дальнем Востоке с 1884 по 1922 год. Элиза часто сопровождала своего брата в рабочих поездках, а его дипломатический статус предоставлял доступ в регионы, недоступные для обычных туристов.
После возвращения в Вашингтон в 1885 году Элиза загорелась идеей посадки японских вишневых деревьев в столице. Но этот замысел не нашел широкого отклика. Но первая книга о впечатлениях об Аляске, изданная в 1885 г. принесла Элизе Скидмор успех. Она вошла в состав Национального географического общества США в 1890 году, вскоре после его основания и стала постоянным корреспондентом.
Результатом её дальнейших странствий на восток стала книга о Японии, опубликованная в 1891 году. Её сопровождал краткий путеводитель, «С запада на Дальний Восток» (1892). После путешествий на остров Ява она написала книгу «Ява-Восточный сад» (1897), а после визитов в Китай и Индию опубликовала несколько статей в журнале «National Geographic Magazine» и две книги, «Китай, долгоживущая Империя» (1900) и «Зима в Индии» (1903).
Пребывание в Японии во время русско-японской войны стало основой сюжета единственной известной художественной книги Скидмор — Гаагские ордена (1907). В романе описаны показания жены русского заключённого, которая присоединяется к мужу в тюремной больнице Мацуями.
Идея Элизы Скидмор относительно посадки сакур начала приносить плоды, когда ею заинтересовалась и поддержала первая леди Хелен Тафт. Благодаря их усилиям жители Вашингтона по сегодняшний день имеют возможность наслаждаться цветением этих деревьев в парках, особенно во время национального фестиваля цветения сакуры.
В поддержку природоохранного движения в США Скидмор написала письмо в редакцию журнала Century в сентябре 1893 г. под заголовком «Наши новые национальные лесные резервы», в котором говорилось о значении сохранения леса как общественного блага.
Элиза Скидмор скончалась в Женеве в 72 года. Её могила находится на иностранном кладбище в Йокогаме, Япония рядом с могилами матери и брата.